# Spydeberg Station
Spydeberg Station (Spydeberg stasjon) er en norsk jernbanestation på Indre Østfoldbanen (Østfoldbanens østre linje) i Spydeberg. Stationen består af to spor med hver sin sideliggende perron, der er er forbundet med en gangbro. Desuden er der en stationsbygning i træ med ventesal og toiletter samt en parkeringsplads. Stationen ligger 107,3 m.o.h., 44,6 km fra Oslo S. Den er stoppested på NSB's linje Rakkestad/Mysen-Skøyen.
Stationen åbnede 24. november 1882 sammen med Indre Østfoldbanen. Stationsbygningen blev opført til åbningen i 1882 efter tegninger af Balthazar Lange. Stationen blev gennemgående fornyet i sommeren 2014.